# Alan Permane
Alan Permane (Walton-on-Thames; 4 de febrero de 1967) es un ingeniero británico de Fórmula 1. Es el actual director de equipo de Racing Bulls.

## Carrera
Permane comenzó su carrera en el automovilismo en 1989 como ingeniero electrónico de pruebas para el equipo Benetton Formula. Fue ascendido a ingeniero de carreras junior en 1996 y posteriormente se convirtió en ingeniero de carreras de 1997 a 2006 para el equipo de Enstone cuando el equipo se convirtió en Renault F1, dirigiendo pilotos como los italianos Jarno Trulli y Giancarlo Fisichella. En 2007 se convirtió en ingeniero jefe de carreras, y en 2011 en director de operaciones. En 2012, Permane se convirtió en director deportivo del equipo ahora llamado Lotus F1 Team, puesto que mantuvo mientras el equipo regresaba a Renault y posteriormente a Alpine F1 Team. El 28 de julio de 2023, Permane fue despedido por el equipo y su tiempo con Alpine concluyó después del Gran Premio de Bélgica. En enero de 2024 se confirmó su regreso a la Fórmula 1 como director de carreras de Racing Bulls Formula One Team, como parte de las diferentes renovaciones del equipo. El 9 de julio de 2025, subsecuente a la partida de Christian Horner de Red Bull Racing y el ascenso de Laurent Mekies al mismo, tomó el puesto de Director de Equipo en Racing Bulls.